# Берёзовский сельский совет (Харьковская область)
Берёзовский се́льский сове́т — входит в состав Шевченковского района Харьковской области Украины.
Административный центр сельского совета находился в селе Берёзовка.

## Населённые пункты совета
- село Берёзовка[1]
- село Бара́ново